# Kriegerdenkmal (Groß-Bieberau)

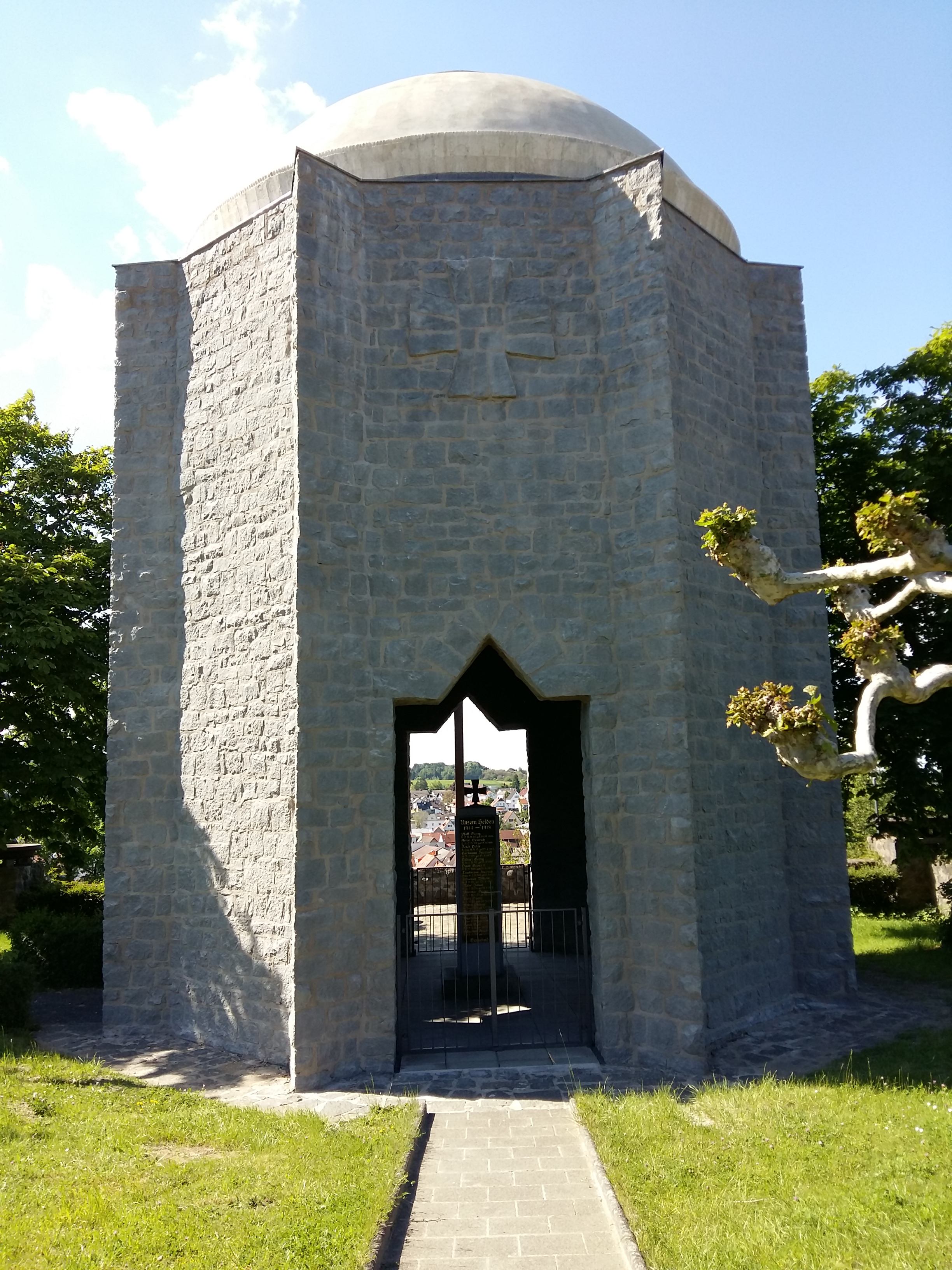

Das Kriegerdenkmal oder Ehrenmal auf dem Haslochberg ist ein Denkmal in der südhessischen Odenwald Gemeinde Groß-Bieberau.

## Architektur und Geschichte
Das Ehrenmal für die Opfer des Ersten Weltkrieges wurde in wuchtigen Formen der 1920er Jahre nach Plänen des Darmstädter Architekten Carl Böhm in exponierter Lage errichtet.
Im Jahre 1929 wurde das Denkmal eingeweiht.
Auf einem achteckigen Grundriss befindet sich ein Basaltbruchsteinturm mit vier Eingängen, über denen jeweils ein Ornament in der Form eines eisernen Kreuzes angebracht ist. Abgedeckt wird er von einer flachen Betonkuppel, die eine Öffnung ebenfalls in der Form eines eisernen Kreuzes hat.
Mittig steht eine schwarze viereckige Granitsäule mit eisernem Kreuz und der Inschrift „Unsern Helden 1914 – 1918.“ sowie die Namen der Gefallenen.
Axial zum Mahnmal an der Hangseite befindet sich eine zweiläufige Treppenanlage aus Bruchsteinmauerwerk. Zu beiden Seiten der Treppe sind flache gusseiserne Schalen aufgestellt.
1952 wurde das Ehrenmal um die Gedenkstätte der Heimatvertriebenen am Fuße der beiden Treppen und das 8 Meter hohe Ostlandkreuz erweitert.
Das Ostlandkreuz ist vom ersten Advent bis Heilige Drei Könige beleuchtet.
Zum Gedenken an die Opfer des Zweiten Weltkrieges wurden 1958 vier Granittafeln an den Außenwänden angebracht. Auf diesen stehen die Namen, das Geburts- und Todesjahr der Gefallenen, sowie das Land, in dem sie den Tod fanden.
Außerdem als Rundum-Überschrift: „Den Toten – zum Gedächtnis – den Lebenden – zur Mahnung“.
Bis in die sechziger Jahre stand das Ehrenmal freistehend weithin sichtbar auf dem Haslochberg. Jetzt ist es von Wohnhäusern und Bäumen umgeben und nicht mehr so auffällig.
2008 wurde das Ostlandkreuz erneuert und 2016 die Kuppel restauriert.
Das Kriegerdenkmal ist ein Kulturdenkmal aus geschichtlichen Gründen.

## Bildergalerie

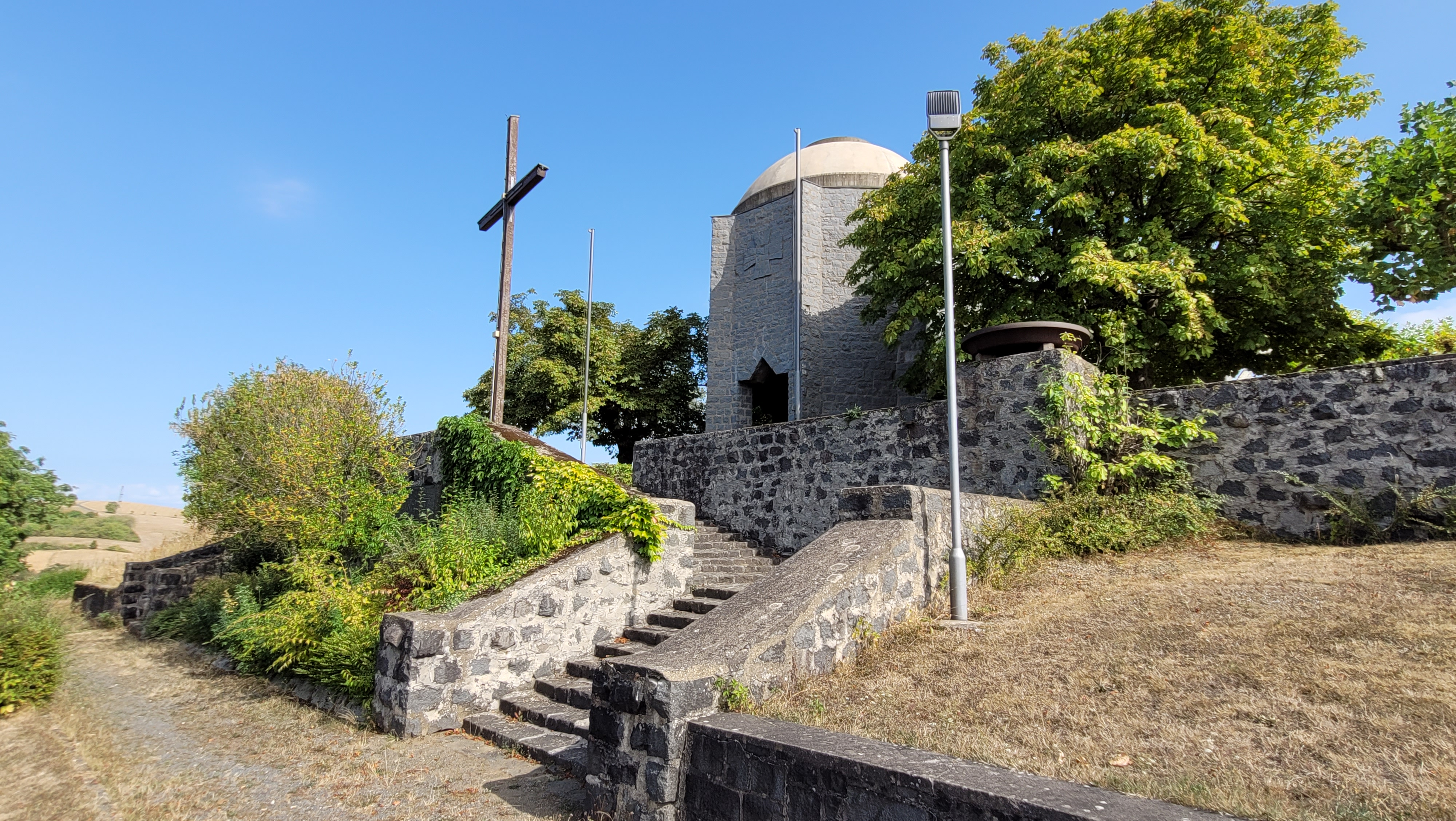
Ehrenmal mit Ostlandkreuz
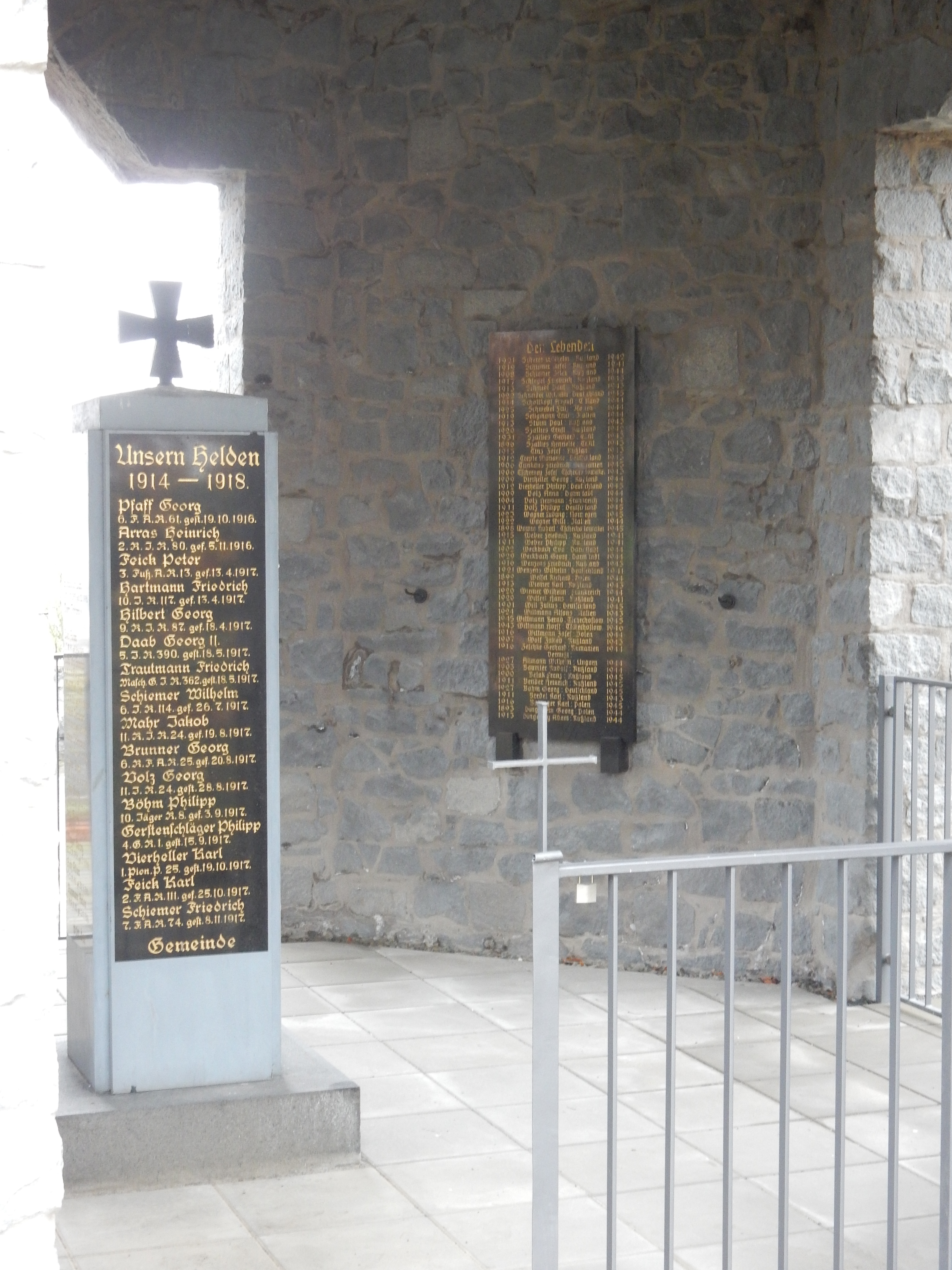
Granittafeln mit den Namen der Opfer beider Weltkriege
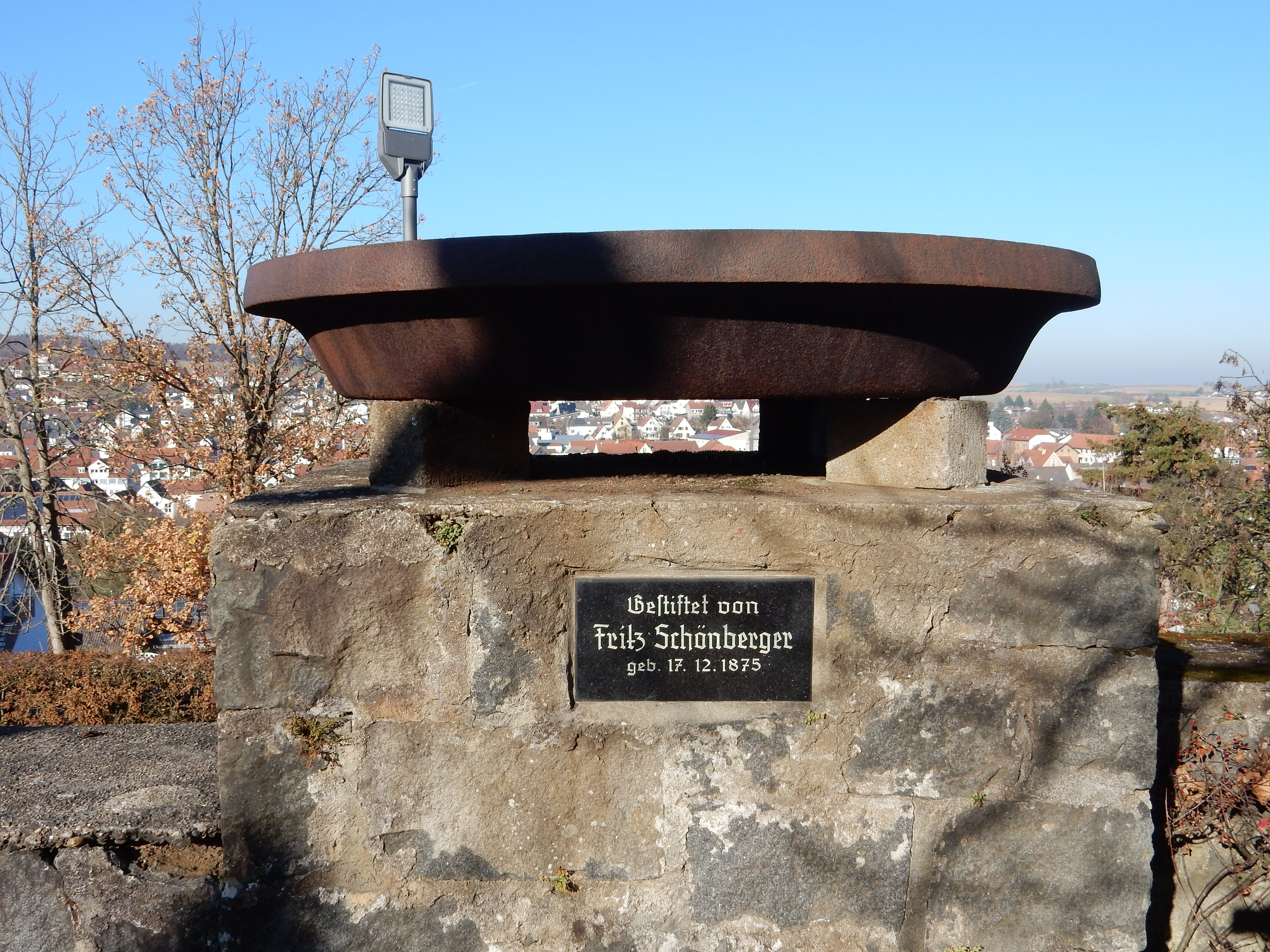
Eine der gusseisernen Schalen
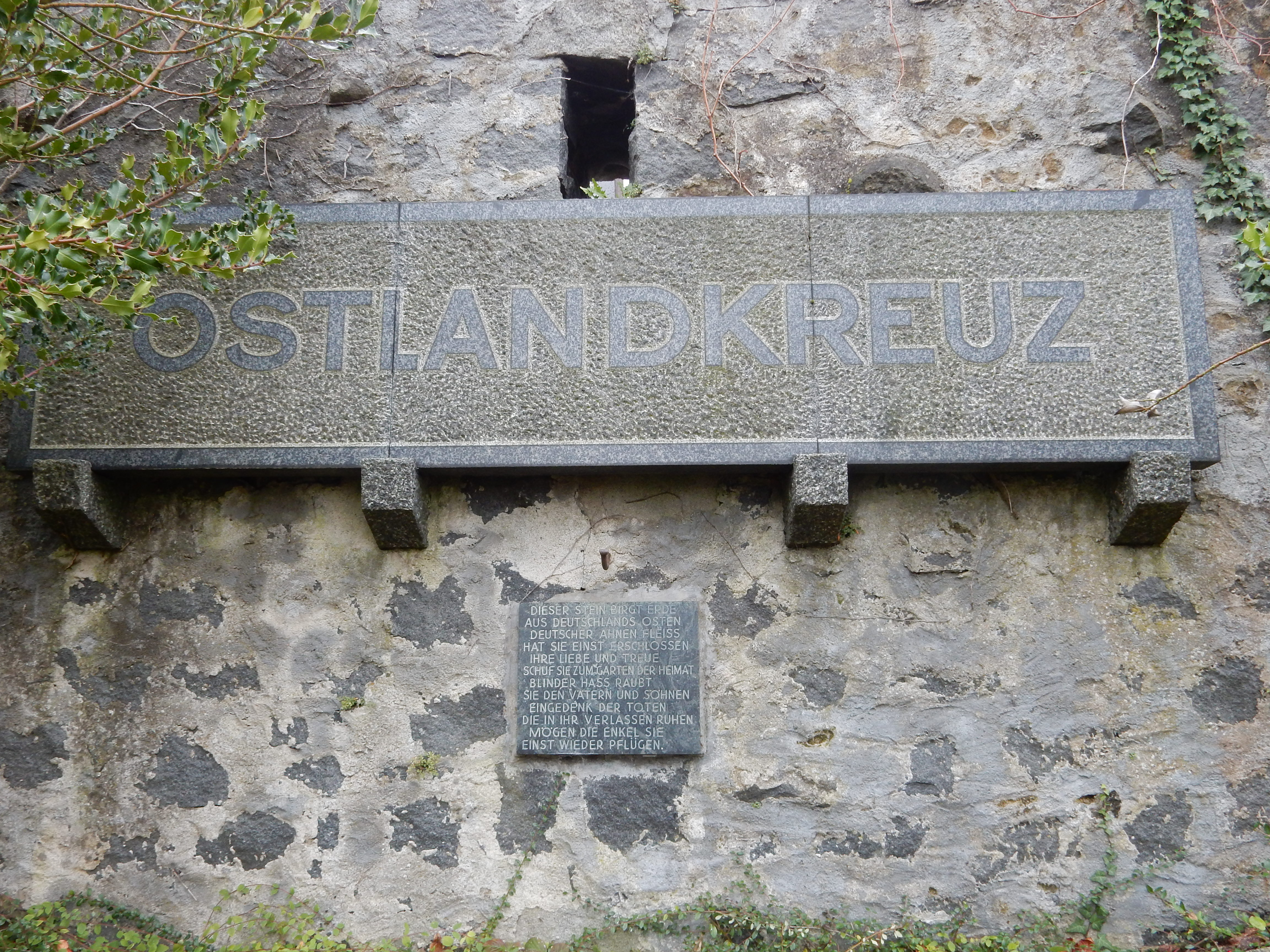
Gedenkstätte der Heimatvertriebenen
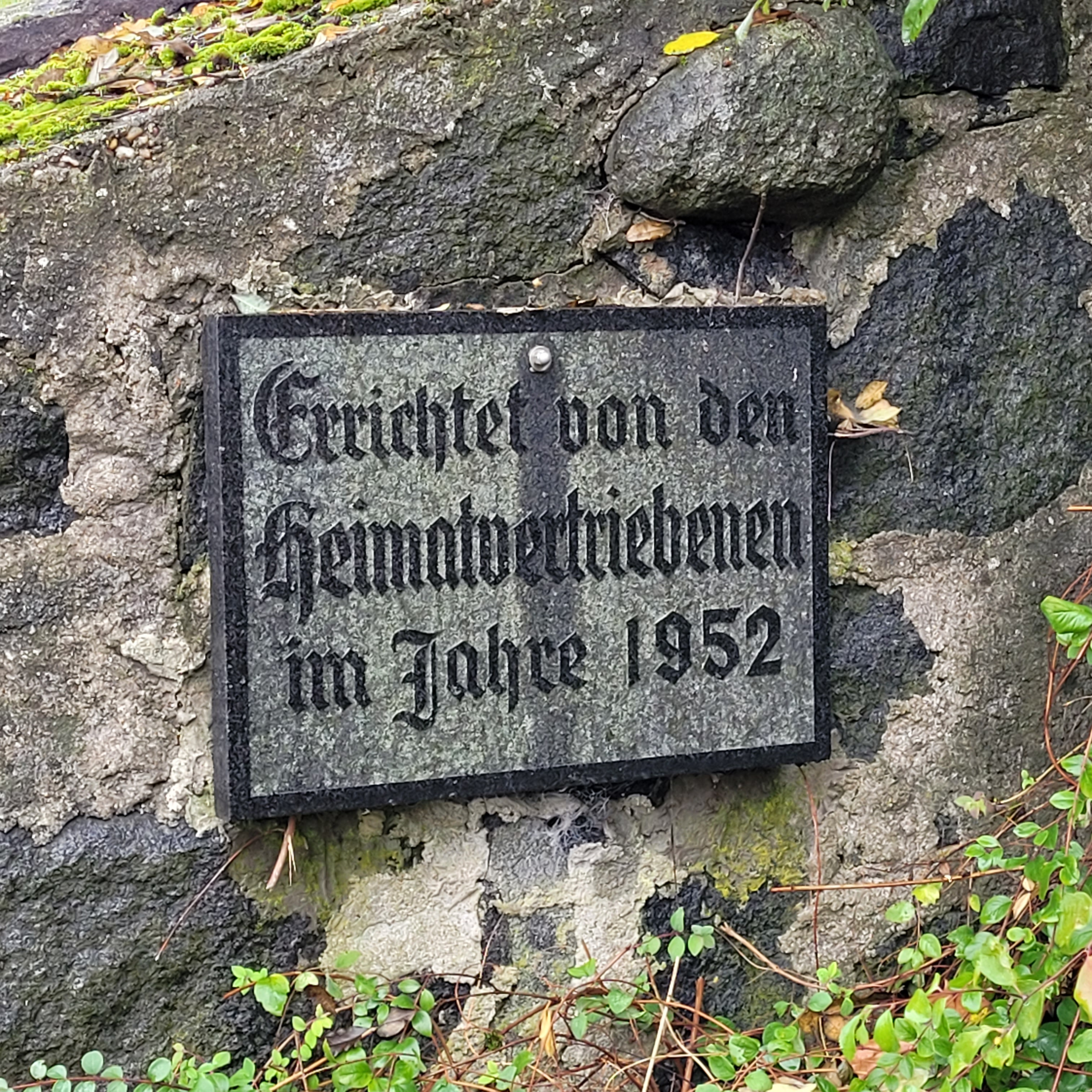
Gedenkstätte der Heimatvertriebenen
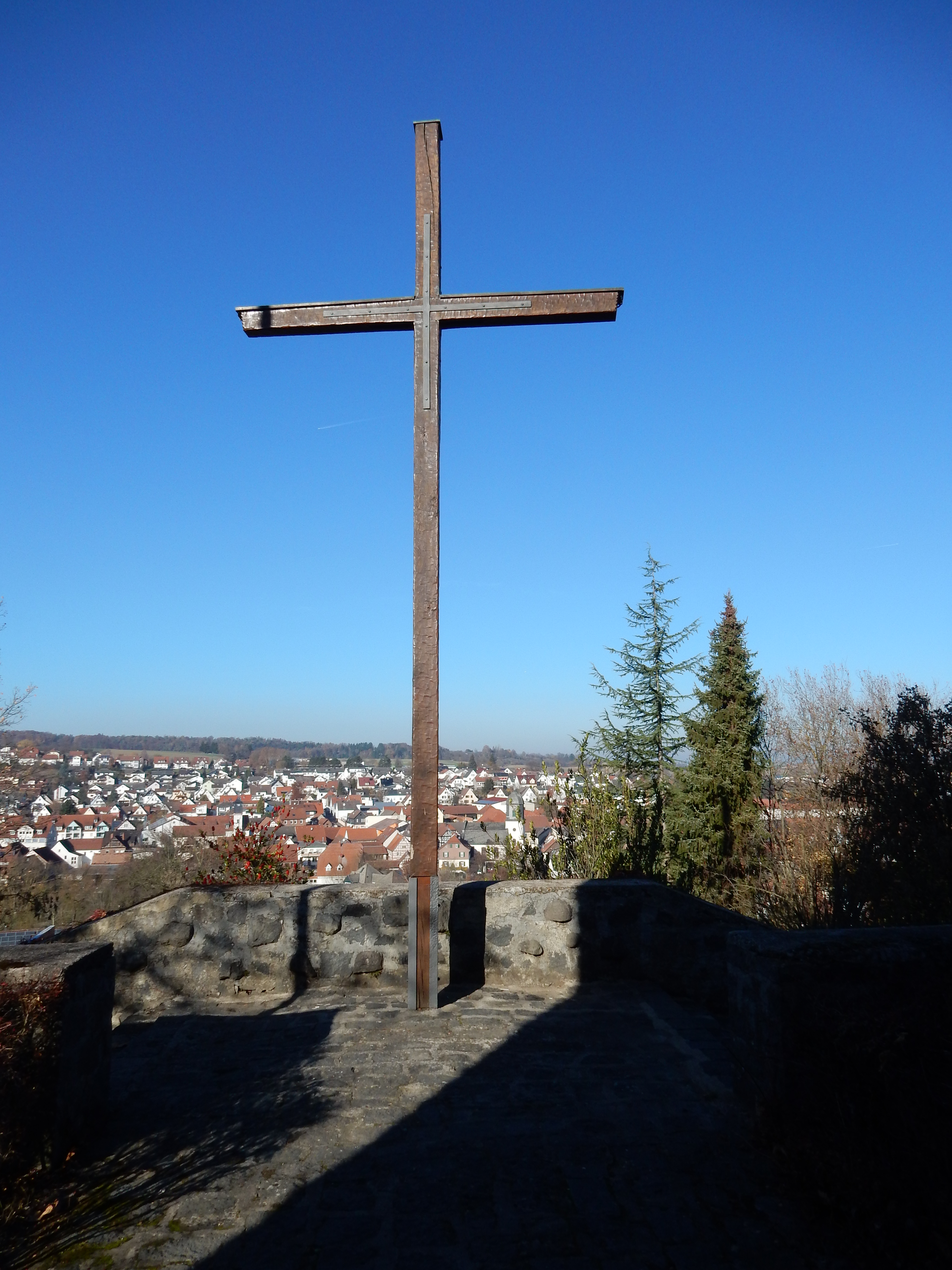
Das Ostlandkreuz über Groß-Bieberau
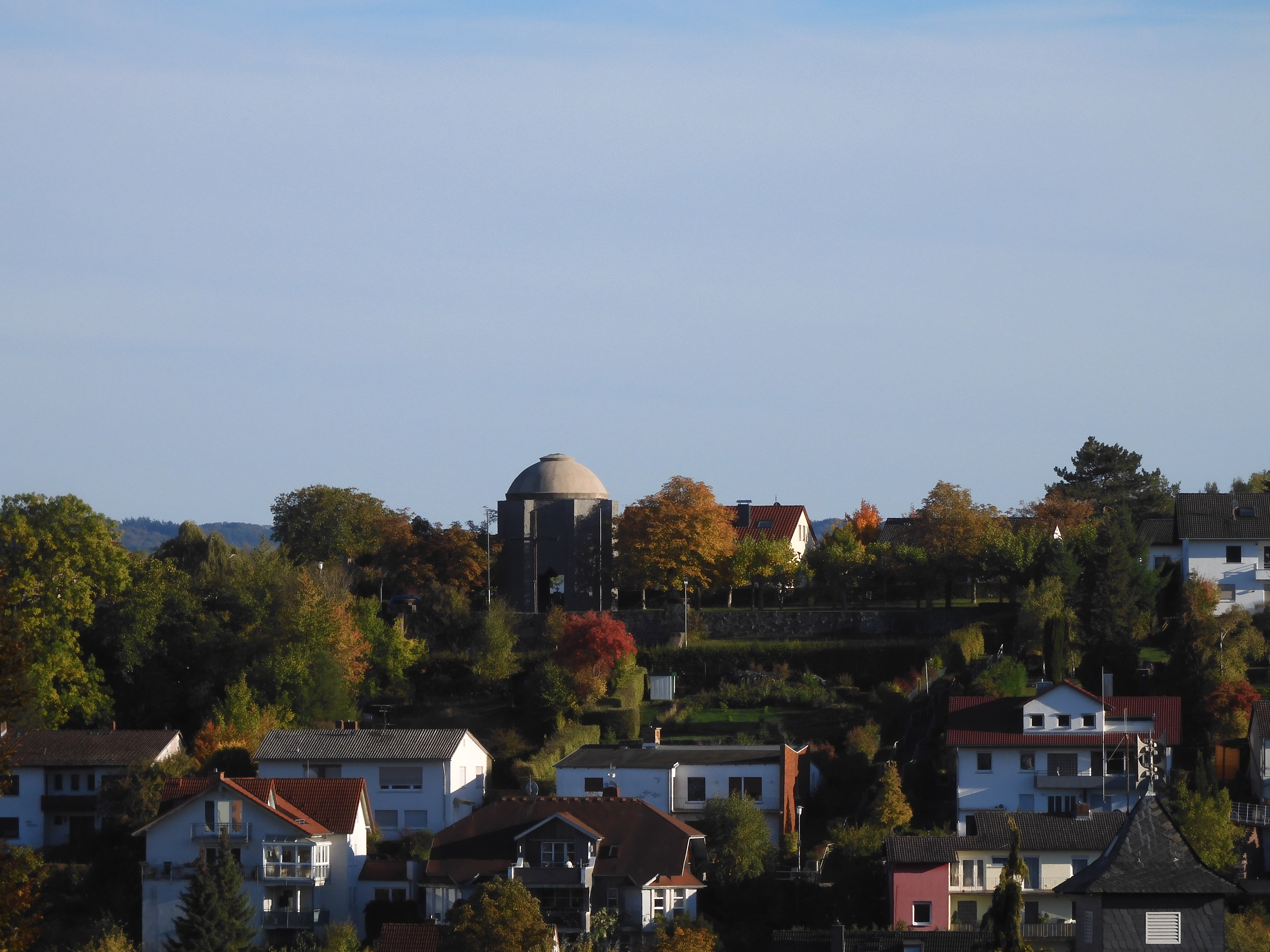
Das Ehrenmal auf dem Haslochberg